# Селије (Атлантска Лоара)
Селије (фр. Cellier) насеље је и општина у западној Француској у региону Лоара, у департману Атлантска Лоара која припада префектури Ансани.
По подацима из 2011. године у општини је живело 3764 становника, а густина насељености је износила 104,58 становника/km². Општина се простире на површини од 35,99 km². Налази се на средњој надморској висини од 10 метара (максималној 85 m, а минималној 2 m).

## Демографија
| 1962. | 1968. | 1975. | 1982. | 1990. | 1999. | 2011. |
| ----- | ----- | ----- | ----- | ----- | ----- | ----- |
| 1.836 | 1.844 | 2.035 | 2.681 | 3.139 | 3.448 | 3.764 |

График промене броја становника у току последњих година